# 대한민국 제16대 대통령 선거 대구광역시
이 문서는 대한민국 제16대 대통령 선거의 대구광역시 지역 개표 결과이다.

## 개표 결과

### 중구
|  | 80.42% |

|  | 16.77% |

|  | 2.50% |

|  | 0.14% |

|  | 0.08% |

|  | 0.06% |

### 동구
|  | 76.52% |

|  | 19.83% |

|  | 3.32% |

|  | 0.14% |

|  | 0.10% |

|  | 0.06% |

### 서구
|  | 78.69% |

|  | 17.88% |

|  | 3.09% |

|  | 0.13% |

|  | 0.11% |

|  | 0.07% |

### 남구
|  | 79.06% |

|  | 17.80% |

|  | 2.86% |

|  | 0.12% |

|  | 0.08% |

|  | 0.05% |

### 북구
|  | 76.71% |

|  | 19.59% |

|  | 3.38% |

|  | 0.13% |

|  | 0.10% |

|  | 0.06% |

### 수성구
|  | 79.38% |

|  | 17.42% |

|  | 2.90% |

|  | 0.12% |

|  | 0.09% |

|  | 0.06% |

### 달서구
|  | 77.53% |

|  | 18.81% |

|  | 3.38% |

|  | 0.12% |

|  | 0.09% |

|  | 0.05% |

### 달성군
|  | 74.22% |

|  | 20.56% |

|  | 4.85% |

|  | 0.15% |

|  | 0.13% |

|  | 0.06% |

## 전체 결과
|  | 77.75% |

|  | 18.67% |

|  | 3.27% |

|  | 0.13% |

|  | 0.10% |

|  | 0.06% |

한나라당 이회창 후보가 77.75%라는 압도적인 득표율을 기록하면서 대구광역시에서 1위를 차지했다. 민주화 이후 4번의 대선에서 보수 정당이 모두 과반 이상의 득표율을 기록하는데 성공하면서 대구광역시가 역시 보수의 텃밭임을 확인시켰다. 특히 이번 선거에서 기록한 득표율은 이 4번의 선거 중 가장 높은 득표율이었다.
새천년민주당 노무현 후보는 18.67%의 득표율을 거두며 2위에 자리했다.

### 주요 후보 결과
| 지역   | 이회창  | 이회창 | 노무현 | 노무현 |
| 지역   | 득표수  | 득표율 | 득표수 | 득표율 |
| ------ | ------- | ------ | ------ | ------ |
| 중구   | 39,356  | 80.42% | 8,209  | 16.77% |
| 동구   | 133,296 | 76.52% | 34,553 | 19.83% |
| 서구   | 108,754 | 78.69% | 24,715 | 17.88% |
| 남구   | 80,232  | 79.06% | 18,063 | 17.80% |
| 북구   | 166,058 | 76.71% | 42,417 | 19.59% |
| 수성구 | 185,389 | 79.38% | 40,686 | 17.42% |
| 달서구 | 232,000 | 77.53% | 56,290 | 18.81% |
| 달성군 | 57,079  | 74.22% | 15,812 | 20.56% |

한나라당 이회창 후보가 대구광역시 내 모든 지역에서 승리를 거두었다. 특히 달성군을 제외한 모든 지역에서 75% 이상의 매우 높은 득표율을 기록했으며 중구에서는 80% 이상의 득표율을 기록하기도 했다.
새천년민주당 노무현 후보는 전 지역에서 두 자릿수대 득표율을 기록하는데 만족해야 했다. 그럼에도 달성군에서는 20% 이상의 득표율을 기록하는데 성공했다.

## 같이 보기
- 대한민국 제16대 대통령 선거